# Nebacumab
Nebacumab là một kháng thể đơn dòng của người được phát triển để điều trị nhiễm trùng huyết. Nó đã được rút vào năm 1993 vì không thể giảm tỷ lệ tử vong trong các thử nghiệm lâm sàng.